# ماريو بينيا
ماريو بينيا (بالإسبانية: Mario Peña Angulo)‏ (و. 1952 – 2008 م) هو سياسي، واقتصادي بيروفي، ولد في إكيتوس، توفي عن عمر يناهز 56 عاماً، بسبب لمفوما.

## مناصب
تولى منصب عضو مجلس الشيوخ البيروفي ‏
.